# Wet Leg (album)
Singles
1. Chaise Longue
Sortie : 15 juin 2021
2. Wet Dream
Sortie : 28 septembre 2021
3. Too Late Now / Oh No
Sortie : 29 novembre 2021
4. Angelina
Sortie : 28 février 2022
5. Ur Mom
Sortie : 4 avril 2022

Wet Leg est le premier album studio du duo britannique Wet Leg. Il est sorti le 8 avril 2022, publié par le label indépendant Domino Records.
Acclamé par la critique, il rencontre le succès auprès du public, notamment en Australie et au Royaume-Uni où il se classe numéro un des classements hebdomadaires,.
Il contient la chanson Chaise Longue, sortie en single en juin 2021, qui est devenue un succès viral,.

## Distinctions
Il fait partie des albums nommés à l'édition 2022 du Mercury Prize. Lors de la 65e cérémonie des Grammy Awards, il est sacré meilleur album de musique alternative et nommé dans la catégorie meilleure production d'album non classique (en),. Il est également sélectionné pour le prix du meilleur album britannique attribué pendant la 43e cérémonie des Brit Awards.
L'album apparaît dans les classements de fin d'année de plusieurs médias. Les auditeurs de la station de radio américaine KEXP l'ont élu meilleur album de 2022. Le magazine britannique NME le classe 2e dans sa liste des 50 meilleurs albums de 2022, juste derrière The Car des Arctic Monkeys. Il est notamment classé par Paste (4e), Uncut (7e), The Guardian (8e), Entertainment Weekly (9e), Rolling Stone (10e), Billboard (10e),,,,,.

## Liste des pistes
| Édition standard | Édition standard     | Édition standard                                      | Édition standard | Édition standard | Édition standard | Édition standard | Édition standard | Édition standard | Édition standard |
| No               | Titre                | Auteur                                                | Producteur       | Durée            |                  |                  |                  |                  |                  |
| ---------------- | -------------------- | ----------------------------------------------------- | ---------------- | ---------------- | ---------------- | ---------------- | ---------------- | ---------------- | ---------------- |
| 1.               | Being in Love        | Rhian Teasdale                                        | Dan Carey (en)   | 2:02             |                  |                  |                  |                  |                  |
| 2.               | Chaise Longue        | - Rhian Teasdale - Hester Chambers - Joshua Mobaraki  | Jon McMullen     | 3:19             |                  |                  |                  |                  |                  |
| 3.               | Angelica             | - Rhian Teasdale - Hester Chambers                    | Joshua Mobaraki  | 3:52             |                  |                  |                  |                  |                  |
| 4.               | I Don't Wanna Go Out | Rhian Teasdale                                        | Dan Carey        | 3:41             |                  |                  |                  |                  |                  |
| 5.               | Wet Dream            | - Rhian Teasdale - Hester Chambers - Joshua Mobaraki  | Dan Carey        | 2:20             |                  |                  |                  |                  |                  |
| 6.               | Convincing           | - Rhian Teasdale - Hester Chambers                    | Dan Carey        | 2:37             |                  |                  |                  |                  |                  |
| 7.               | Loving You           | Rhian Teasdale                                        | Dan Carey        | 3:39             |                  |                  |                  |                  |                  |
| 8.               | Ur Mom               | Rhian Teasdale                                        | Dan Carey        | 3:21             |                  |                  |                  |                  |                  |
| 9.               | Oh No                | Rhian Teasdale                                        | Dan Carey        | 2:29             |                  |                  |                  |                  |                  |
| 10.              | Piece of Shit        | Rhian Teasdale                                        | Dan Carey        | 2:48             |                  |                  |                  |                  |                  |
| 11.              | Supermarket          | - Rhian Teasdale - Hester Chambers                    | Dan Carey        | 3:10             |                  |                  |                  |                  |                  |
| 12.              | Too Late Now         | - Rhian Teasdale - Hester Chambers - Michael Champion | Dan Carey        | 3:29             |                  |                  |                  |                  |                  |
| 36:47            |                      |                                                       |                  |                  |                  |                  |                  |                  |                  |

| Édition deluxe | Édition deluxe                    | Édition deluxe                                       | Édition deluxe | Édition deluxe | Édition deluxe | Édition deluxe | Édition deluxe | Édition deluxe | Édition deluxe |
| No             | Titre                             | Auteur                                               | Producteur     | Durée          |                |                |                |                |                |
| -------------- | --------------------------------- | ---------------------------------------------------- | -------------- | -------------- | -------------- | -------------- | -------------- | -------------- | -------------- |
| 13.            | It's Not Fun                      | Hester Chambers                                      | Dan Carey      | 2:49           |                |                |                |                |                |
| 14.            | It's a Shame                      | Rhian Teasdale                                       | Dan Carey      | 3:33           |                |                |                |                |                |
| 15.            | Chaise Longue (Version française) | - Rhian Teasdale - Hester Chambers - Joshua Mobaraki |                | 3:16           |                |                |                |                |                |
| 46:25          |                                   |                                                      |                |                |                |                |                |                |                |

- L'édition deluxe est sortie le 11 novembre 2022. Les deux titres bonus figurent à l'origine sur un 45 tours inclus dans une édition limitée de l'album en vinyle[24]. L'édition deluxe française comprend en plus une version en français de Chaise Longue[25],[26].

## Classements hebdomadaires
| Classement (2022)              | Meilleure place |
| ------------------------------ | --------------- |
| Allemagne (Media Control AG)   | 8               |
| Australie (ARIA)               | 1               |
| Autriche (Ö3 Austria Top 40)   | 16              |
| Belgique (Flandre Ultratop)    | 6               |
| Belgique (Wallonie Ultratop)   | 16              |
| Canada (Canadian Albums Chart) | 82              |
| Écosse (OCC)                   | 1               |
| Espagne (Promusicae)           | 56              |
| États-Unis (Billboard 200)     | 14              |
| France (SNEP)                  | 34              |
| Irlande (Irish Albums Chart)   | 4               |
| Nouvelle-Zélande (RIANZ)       | 4               |
| Pays-Bas (Mega Album Top 100)  | 10              |
| Portugal (AFP)                 | 3               |
| Royaume-Uni (UK Albums Chart)  | 1               |
| Suède (Sverigetopplistan)      | 59              |
| Suisse (Schweizer Hitparade)   | 11              |

## Certifications
| Pays              | Certification | Date       | Unités certifiées |
| ----------------- | ------------- | ---------- | ----------------- |
| Royaume-Uni (BPI) | Or            | 27/01/2023 | 100 000           |